# مزرعه علی آباد (فارس)
مزرعه علی آباد یک منطقهٔ مسکونی در ایران است که در دهستان حومه (لارستان) واقع شده‌است.